# Notothenioider
Notothenioider (Notothenioidei) är en underordning i ordningen abborrartade fiskar. 75 procent av alla fiskar som förekommer kring Antarktis tillhör denna djurgrupp. I sitt yttre liknar de simporna (Cottidae) som förekommer på norra jordklotet. De flesta Notothenioider lever på havets botten.

## Familjer
- Plundrarfiskar (Artedidraconidae)
- Bathydraconidae
- Bovichtidae
- Isfiskar (Channichthyidae)
- Eleginopsidae
- Harpagiferidae
- Notingar (Nototheniidae)
- Pseudaphritidae